# Харлов, Виктор Георгиевич
Виктор Георгиевич Харлов  (род. 1949, п. Никель Печенгского района Мурманской области) — советский и российский живописец, художник-монументалист, педагог. Академик Российской академии художеств (2019, член-корреспондент с 1991 года). Народный художник России (2001). Лауреат премии Ленинского комсомола (1979) и Государственной премии РСФСР имени И. Е. Репина (1988). Почётный гражданин города Кирова (2014).

## Биография
Виктор Харлов родился 7 августа 1949 года в посёлке городского типа Никель Печенгского района Мурманской области.
Окончил Кировское училище искусств, ныне Вятское художественное училище им. А. А. Рылова (1964—1968 гг.).
В 1976 году окончил Московский художественный институт имени В. И. Сурикова (монументальную мастерскую К. А. Тутеволь).
С 1969 года — постоянный участник республиканских, всесоюзных, региональных, областных, зарубежных и международных выставок (всего более 120 выставок).
В 1970-х годах его творческой мастерской стала деревня Русиново в Нижнем Лалье, со временем — деревня Животово.
В 1979 году художник стал лауреатом премии Ленинского комсомола за картину «Последние жители деревни Русиново» — памятник уходящей русской деревне с её многовековым укладом жизни, а также за пейзажи «Лиственница» и «Туман».
С 1985 по 1987 год — председатель Кировской организации Союза художников.
В 1988 году за живописный цикл «Русиновская земля» художнику присвоена Государственная премия имени И. Е. Репина.
Произведения художника хранятся в Государственной Третьяковской галерее, Вятском художественном музее имени В. М. и А. М. Васнецовых, в запасниках Государственного музейно-выставочного центра РОСИЗО и Дирекции художественных выставок Союза художников России (Москва), в Институте русского реалистического искусства (Москва), а также в Удмуртском республиканском музее изобразительных искусств, Коми республиканском художественном музее, Львовской картинной галерее (Украина), Чугуевском художественно-мемориальном музее им. И. Е. Репина, Калининградской картинной галерее, Мурманском художественном музее, Мурманском областном краеведческом музее, Кировском объединённом историко-архитектурном музее, коллекции Министерства культуры России, запаснике живописи комбината им. Вучетича и др.
Принимал участие в создании росписей в Успенском соборе, в Храме Христа Спасителя в Москве. В 2002 году исполнил настенные росписи в православной церкви Иоанна Предтечи в Кирове.
Живёт и работает в Кирове.
Семья
Жена — художник-график, живописец Вера Ушакова. Сын — художник, художник-монументалист, скульптор, член Союза художников России Максим Харлов (род. 1974).

## Выставки
- 1976 — Молодость страны. Всесоюзная выставка произведений молодых художников. Москва;
- 1979 — VI всесоюзная выставка произведений молодых художников. Академия художеств. Москва;
- 1981 — Персональная выставка совместно с Иваном Лубенниковым. Москва;
- 1982 — Выставка произведений молодых советских художников 70-х годов. Токио;
- 1983 — Традиции и поиск. Выставка русского и советского искусства. Франция;
- 1984 — VII всесоюзная выставка произведений молодых художников. Академия художеств. Москва;
- 1985 — 11-е Биеннале стран Востока «Искусство мира — для мира». Росток, Германия;
- 1985 — Выставка из цикла «История советского изобразительного искусства». Часть 4. 1970—1980 гг.. Польша;
- 1985 — Русское и советское искусство. Традиции и современность. Дюссельдорф, Штудтгарт, Ганновер, Германия;
- 1988 — Выставка одной картины «Последние жители деревни Русиново». История создания картины (45 работ). Киров — Ижевск — Москва;
- 1988 — Интерьер и натюрморт. Всероссийская выставка живописи. Ленинград. Россия;
- 1989 — Мир, события, человек. Всесоюзная выставка живописи. Москва;
- 1989 — Пейзаж в творчестве художников России. Всероссийская выставка живописи. Москва;
- 1991 — XVII выставка произведений членов Академии художеств. Москва;
- 2009 — Персональная выставка в художественном музее им. Васнецовых. Киров[4];
- 2014 — Персональная выставка в Академии художеств. Москва;
- 2020 — Персональная выставка в художественном музее им. Васнецовых. Киров[5].

## Премии и награды
- премия Ленинского комсомола (1979);
- государственная премия РСФСР имени И. Е. Репина (1988);
- заслуженный художник Российской Федерации (27 января 1995) — за заслуги в области искусства
- орден Преподобного Сергия Радонежского III степени;
- золотая медаль Российской академии художеств;
- золотая медаль Союза художников России;
- премия в области изобразительного искусства им. А. А. Пластова;
- народный художник России (2001);
- почётный знак «За заслуги перед городом» (Киров, 2009)[6];
- почётный гражданин города Кирова (2014).

## Цитаты
Виктор Харлов входит в число художников, сформировавших своим творчеством большое российское искусство конца XX века.
Художник — приверженец традиционной школы русской пейзажной и жанровой живописи.
— Вера Ушакова

Выдающийся российский живописец, многогранная созидательная личность, одарённый общественный деятель, Вы являетесь достойным представителем Российской академии художеств в регионе и с честью несёте высокое звание академика.
— Зураб Церетели